# Eupterote affinis
Eupterote affinis är en fjärilsart som beskrevs av Moore 1884. Eupterote affinis ingår i släktet Eupterote och familjen Eupterotidae. Inga underarter finns listade i Catalogue of Life.